# Pierre-André Schürmann
Pierre-André Schürmann (5 luglio 1960) è un allenatore di calcio ed ex calciatore svizzero, di ruolo centrocampista.

## Carriera

### Giocatore
In carriera ha segnato in tutto 105 gol in 425 partite tra il 1978 ed il 1997 giocando con Sion, Monthey, Chiasso, Losanna, Basilea e Wil (squadra con cui ricopriva anche il ruolo di allenatore). In carriera ha totalizzato complessivamente 302 presenze e 72 reti nella prima divisione svizzera, a cui aggiunge anche 4 presenze in Coppa UEFA.

### Allenatore
Dal 1994 al 1997 ha allenato il Wil, formazione della seconda serie svizzera. In seguito il 24 ottobre 1998 è diventato allenatore del Losanna, con cui nella stagione 1998-1999 è arrivato quarto in classifica nella massima serie svizzera ed ha vinto la Coppa di Svizzera, venendo anche eliminato nei sedicesimi di finale di Coppa delle Coppe da parte della Lazio, futura vincitrice della coppa; è stato riconfermato dal Losanna anche per la stagione 1999-2000, nella quale è stato eliminato al primo turno di Coppa UEFA dagli spagnoli del Celta Vigo (vittoria casalinga per 3-2 del Losanna all'andata, vittoria per 4-0 degli spagnoli nella partita di ritorno) ed è arrivato per il secondo anno consecutivo in finale di Coppa di Svizzera, questa volta perdendola contro lo Zurigo dopo i calci di rigore. In campionato il Losanna arriva invece terzo in classifica dopo la stagione regolare, salendo poi al secondo posto al termine dei play-off scudetto. Nella stagione 2000-2001 il club elvetico partecipa quindi nuovamente alla Coppa UEFA, nella quale supera gli irlandesi del Cork City (nei preliminari), i russi della Torpedo Mosca e gli olandesi dell'Ajax, prima di essere eliminato ai sedicesimi di finale dai francesi del Nantes con un complessivo 7-4 (4-3 all'andata, 3-1 al ritorno). In campionato il Losanna arriva invece quarto in classifica, ma Schürmann viene esonerato prima della fine della stagione, l'11 dicembre del 2000.
Dal 2001 al 2004 ha allenato la Nazionale Under-17 della Svizzera, con cui nel 2002 ha vinto il campionato europeo di categoria. Successivamente dal 2004 al 2007 ha allenato l'Under-19, con cui nel 2004 è arrivato in semifinale negli Europei di categoria.
Schürmann dal luglio del 2007 al 30 giugno del 2009 allena la Nazionale svizzera Under-21, con cui partecipa alle qualificazioni al Campionato europeo di calcio Under-21 2009 senza riuscire ad ottenere la qualificazione al torneo. Successivamente viene ingaggiato dal Neuchatel Xamax, con cui nella stagione 2009-2010 allena nuovamente nella massima serie svizzera, venendo però esonerato il 14 aprile del 2010, prima della fine del campionato, dopo aver conquistato 36 punti in 30 partite allenate. Nella stagione 2012-2013 ha allenato per un breve periodo il Sion nella massima serie svizzera: in particolare, ha allenato il club biancorosso dal 30 ottobre 2012 al 10 dicembre 2012, conquistando 10 punti in 5 partite di campionato.
Nel 2014 diventa allenatore della Nazionale Under-23 dell'Algeria, con cui nel 2015 partecipa Coppa d'Africa Under-23, nella quale perde per 2-1 contro la Nigeria in finale ottenendo comunque la qualificazione per le Olimpiadi del 2016.
A partire dal 2016 è anche allenatore della Nazionale olimpica di calcio dell'Algeria, con la quale partecipa Olimpiadi 2016 in Brasile.

## Statistiche

### Statistiche da allenatore
Statistiche aggiornate al 30 agosto 2024.
| Stagione        | Squadra         | Campionato      | Campionato | Campionato | Campionato | Campionato | Coppe nazionali | Coppe nazionali | Coppe nazionali | Coppe nazionali | Coppe nazionali | Coppe continentali | Coppe continentali | Coppe continentali | Coppe continentali | Coppe continentali | Altre coppe | Altre coppe | Altre coppe | Altre coppe | Altre coppe | Totale | Totale | Totale | Totale | % Vittorie | Piazzamento |
| Stagione        | Squadra         | Comp            | G          | V          | N          | P          | Comp            | G               | V               | N               | P               | Comp               | G                  | V                  | N                  | P                  | Comp        | G           | V           | N           | P           | G      | V      | N      | P      | %          | Piazzamento |
| --------------- | --------------- | --------------- | ---------- | ---------- | ---------- | ---------- | --------------- | --------------- | --------------- | --------------- | --------------- | ------------------ | ------------------ | ------------------ | ------------------ | ------------------ | ----------- | ----------- | ----------- | ----------- | ----------- | ------ | ------ | ------ | ------ | ---------- | ----------- |
| 1994-1995       | Wil             | LNB             | 14+22      | 5+11       | 5+6        | 4+5        | CS              | 4               | 3               | 0               | 1               | -                  | -                  | -                  | -                  | -                  | -           | -           | -           | -           | -           | 40     | 19     | 11     | 10     | 47,50      | 5º          |
| 1995-1996       | Wil             | LNB             | 22+14      | 7+6        | 7+5        | 8+3        | CS              | 3               | 1               | 1               | 1               | -                  | -                  | -                  | -                  | -                  | -           | -           | -           | -           |             | 39     | 14     | 13     | 12     | 35,90      | 8º          |
| 1996-1997       | Wil             | LNB             | 22+14      | 7+6        | 6+3        | 9+5        | CS              | 3               | 2               | 0               | 1               | -                  | -                  | -                  | -                  | -                  | -           | -           | -           | -           |             | 39     | 15     | 9      | 15     | 38,46      | 8°          |
| Totale Wil      | Totale Wil      | Totale Wil      | 108        | 42         | 32         | 34         |                 | 10              | 6               | 1               | 3               |                    |                    |                    |                    |                    |             |             |             |             |             | 118    | 48     | 33     | 37     | 40,68      |             |
| ott. 1998-1999  | Losanna         | LNA             | 8+14       | 5+8        | 3+2        | 0+4        | CS              | 5               | 5               | 0               | 0               | -                  | -                  | -                  | -                  | -                  | -           | -           | -           | -           |             | 27     | 18     | 5      | 4      | 66,67      | Sub. 3°     |
| 1999-2000       | Losanna         | LNA             | 22+14      | 9+8        | 9+2        | 4+4        | CS              | 5               | 4               | 1               | 0               | CU                 | 2                  | 1                  | 0                  | 1                  | -           |             | -           | -           | -           | 43     | 22     | 12     | 9      | 51,16      | 2°          |
| lug.-dic. 2000  | Losanna         | LNA             | 22         | 11         | 2          | 9          | CS              | 1               | 1               | 0               | 0               | CU                 | 6                  | 3                  | 1                  | 2                  | -           | -           | -           | -           |             | 29     | 15     | 3      | 11     | 51,72      | Eson.       |
| Totale Losanna  | Totale Losanna  | Totale Losanna  | 80         | 41         | 18         | 21         |                 | 11              | 10              | 1               | 0               |                    | 8                  | 4                  | 1                  | 3                  |             |             |             |             |             | 99     | 55     | 20     | 24     | 55,56      |             |
| 2009-apr. 2010  | Neuchâtel Xamax | SL              | 30         | 9          | 7          | 14         | CS              | 3               | 2               | 0               | 1               | -                  | -                  | -                  | -                  | -                  | -           | -           | -           | -           |             | 33     | 11     | 7      | 15     | 33,33      | Eson.       |
| nov.-dic. 2012  | Sion            | SL              | 4          | 2          | 1          | 1          | CS              | 1               | 1               | 0               | 0               | -                  | -                  | -                  | -                  | -                  | -           | -           | -           | -           |             | 5      | 3      | 1      | 1      | 60,00      | Interim     |
| Totale carriera | Totale carriera | Totale carriera | 222        | 94         | 58         | 70         |                 | 25              | 19              | 2               | 4               |                    | 8                  | 4                  | 1                  | 3                  |             |             |             |             |             | 255    | 117    | 61     | 77     | 45,88      |             |

## Palmarès

### Giocatore

#### Competizioni nazionali
- Coppa Svizzera: 1

Sion: 1979-1980

### Allenatore

#### Competizioni nazionali
- Coppa Svizzera: 1

Losanna: 1998-1999